# Filosofia della psicologia
La filosofia della psicologia fa tipicamente riferimento ad un insieme di problematiche riguardanti i fondamenti teoretici della psicologia moderna.

## Rapporto tra le discipline
In psicologia, le domande riguardano in modo analogo concetti fondamentali: 
- Cos'è un modulo cognitivo?
- Quali fenomeni psicologici rappresentano conoscenza?
- Che cosa è istintivo?

La filosofia della psicologia si occupa anche dei problemi sollevati dalla ricerca contemporanea, come la domanda se gli esseri umani siano realmente creature razionali, oppure no. 
In questo modo, la filosofia della psicologia tipicamente si interessa da vicino al lavoro condotto all'interno della scienza cognitiva, della neurobiologia, dell'intelligenza artificiale, ecc. 
Invece la filosofia della mente, interessata alle domande circa l'autentica natura della mente, le qualità significative dell'esperienza, o il dibattito tra dualismo e monismo, era una disciplina consolidata già prima che la psicologia fosse un particolare campo di studio. Queste questioni si inerpicano sulle problematiche generalmente più tecniche di filosofia della psicologia e può dirsi che tutte le discipline psicologiche esistono come sotto-discipline di vasti progetti di filosofia della mente.